# Praia de Adão e Eva
A Praia de Adão e Eva é uma praia marítima da freguesia de Monte Gordo, Município de Vila Real de Santo António, no Algarve, Portugal. Corresponde ao areal a poente da Praia de Monte Gordo e a nascente da Praia do Cabeço - Retur. Está envolvida por um pinhal de pinheiro-manso e pinheiro-bravo onde ainda existe uma das poucas populações de camaleão de Portugal.
Frequentada essencialmente por caravanistas estrangeiros.